# Химонант скороспелый
Химонант скороспелый или зимоцвет ранний (лат. Chimonanthus praecox) — красиво цветущий кустарник, вид цветковых растений, входящий в род Химонант (Chimonanthus) семейства Каликантовые (Calycanthaceae).

## Распространение и экология
В природе ареал вида охватывает центральные и восточные районы Китая. Занесён в Японию, где одичал. Опыляется мухами и пчёлами. 
В культуре может выращиваться зонах 7–9 USDA (выдерживает морозы до минус 15 °C).

## Ботаническое описание
Кустарник, на родине — вечнозелёный, в условиях России листопадный, высотой 2—3 м, с прямыми ветвями. Габитус раскидистый, шириной до 3 м, но может выращиваться в форме одноствольного деревца,  которому периодически необходима замена стволика. Молодые ветви опушённые; годовалые — почти голые, серо-оливково-зелёные или коричневые, слегка ребристые.
Почки острые, с многочисленными черепичато налегающими чешуйками.
Листья простые, супротивные, по форме эллиптически-яйцевидные до яйцевидно-ланцетных, к вершине заострённые, с закруглённым или клиновидным основанием, длиной 7—20 см, шириной 3,5—7 см, в молодости снизу опушённые, позже голые, с обеих сторон блестяще светло-зелёные. Листья появляются весной после цветения. Черешки длиной 0,5—0,8 см.
Цветки появляются на ветках прошлого года (или по другим данным на 3–4 летних побегах), на коротких, покрытых чешуйками цветоножках, с многочисленными наружными жёлтыми и пурпурными внутренними листочками, с сильным приятным ароматом; тычинок 5—6. 
Плоды длиной около 4 см, опушённые, суженные к зеву. Семена ядовитые.
Цветение продолжительное, со второй половины декабря по май, до распускания листьев. Семена созревают в августе.
|                                                       |  |  |  |
| Слева направо: Листья, цветки, зелёный плод и семена. |  |  |  |

## Применение
Используется в качестве декоративного садового курстарника. Выведены декоративные сорта: 'Grandiflorus', 'Luteus' (syn. 'Concolor') и 'Parviflorus'.